# Théâtre Strand (Shreveport, Louisiane)
Pour les articles homonymes, voir Strand.
Le Théâtre Strand de Shreveport, en Louisiane, a ouvert ses portes en 1925 en tant que salle de Vaudeville et a été surnommé « Le plus grand théâtre du Sud » et le Million Dollar Theatre » par ses constructeurs, Julian et Abraham Saenger de Shreveport, propriétaires du Saenger Amusements Company, qui exploitait des théâtres dans tout le sud des États-Unis et en Amérique centrale. Dans les années 1940, il était devenu salle de cinéma, qu'il est resté jusqu'à sa fermeture en 1977. Menacé de démolition, il a été sauvé par une coalition de citoyens inquiets qui lui ont redonné sa grandeur d'origine sur une période de près de sept ans. C'est le « Théâtre officiel de l'État de la Louisiane »,. Depuis sa réouverture en 1984 après sa restauration, il a servi de lieu d'arts de la scène, mettant en vedette la série Shreveport Broadway et d'autres spectacles itinérants Off-Broadway.
Emile Weil et Charles G. Davis de La Nouvelle-Orléans étaient les architectes du théâtre avec des travaux de design d'intérieur de Paul Heerwagen de l'Arkansas. Le contremaître de la construction était Ernest Raleigh Darrow de Shreveport. Le Strand était un théâtre phare pour Saenger Amusements Company et son successeur, Saenger-Ehrlich Enterprises, un précurseur de Paramount Pictures.
Au cours des années 1960, lorsque le Strand était utilisé comme cinéma, l'installation a été déségrégée grâce aux efforts du révérend Herman Farr, qui en 1978 est devenu l'un des trois premiers Afro-Américains à avoir siégé au conseil municipal de Shreveport.
En 1977, le théâtre a été inscrit au registre national des lieux historiques,,. Il est également devenu une propriété contributive du district historique commercial de Shreveport lorsque ses limites ont été agrandies le 16 mai 1997.

## Galerie

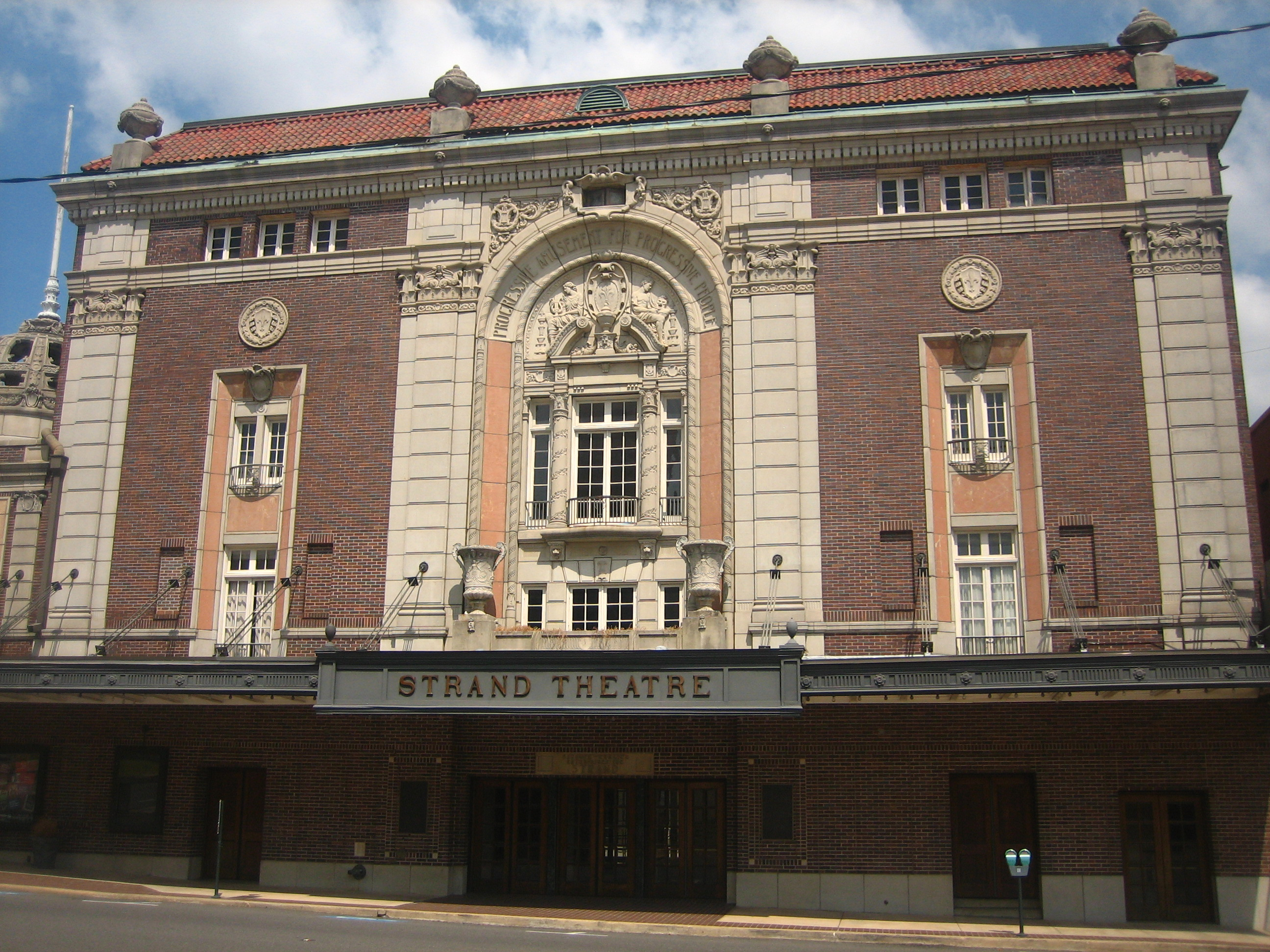
Le Strand du côté de la rue Crockett montrant la taille réelle du bâtiment.
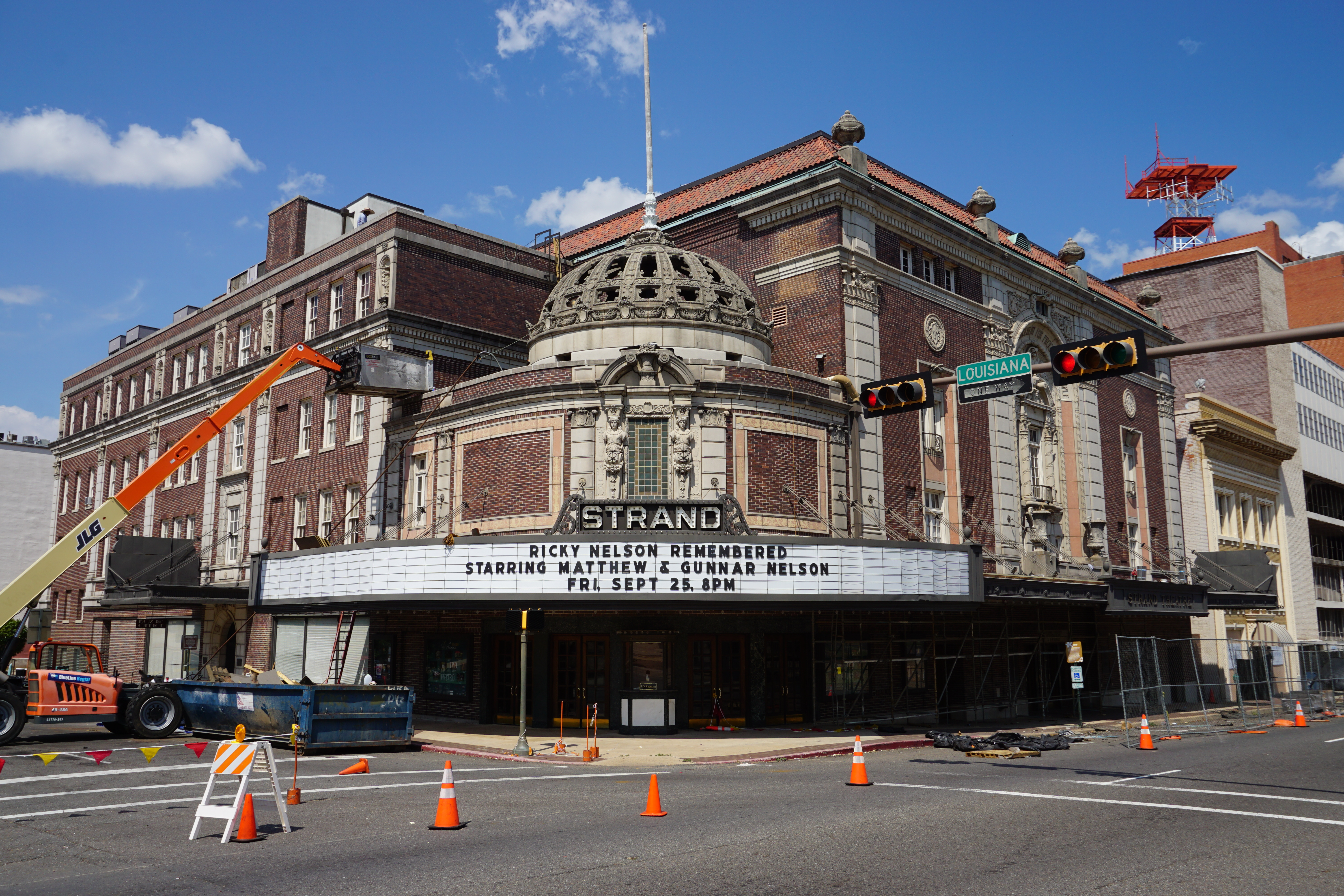
Le Strand en rénovation en 2015.